# 服部幸應
服部 幸應（はっとり ゆきお、1945年12月16日 - 2024年10月4日）は、日本の料理評論家、教育者、タレント。学位は博士（医学）（昭和大学・2005年）。
本名は染谷 幸彦（そめや ゆきひこ）。学校法人服部学園理事長（第3代）、服部栄養専門学校校長（第3代）、公益社団法人全国調理師養成施設協会会長、社団法人全国栄養士養成施設協会副会長、一般社団法人全国料理学校協会副会長、東日本料理学校協会会長、特定非営利活動法人NPO日本食育インストラクター協会理事長。プライドフィッシュプロジェクト企画委員会会長。一般社団法人全日本・食学会理事。

## 来歴

### 生い立ち
東京都豊島区出身。料理学校「服部学園」の創立者である服部道政こと染谷栄の子として生まれた。1970年、立教大学社会学部産業関係学科を卒業し、社会学士の学位を取得した。後年、A study on the relationship between food intake and personality in woman students（女子学生における食品摂取と性格との関連に関する研究）と題した博士論文で昭和大学より博士（医学）の学位を取得した。

### 料理研究家として
はじめは、「1561年（永禄4年）に発祥し、1885年（明治17年）に日本に初めてカレーを紹介した『服部流割烹』17代目家元の孫」を自称していたが、2007年（平成19年）9月に週刊誌 『週刊文春』や『日刊ゲンダイ』などがそれを虚偽・ハッタリであると報道すると、服部本人も自身に服部家との血縁関係はなく、「服部幸應」の名も芸名のようなものであることを認めるに至った。以降は経歴を修正する一方、自身が経営する服部学園卒業生に対しては、『服部流割烹免許』と題した書状を交付している。
また、これに先立つ2001年（平成13年）には、長年に渡って料理を指導・評論してきた服部が調理師、専門調理師・調理技能士、ふぐ調理師、製菓衛生師、栄養士免許など、関連する資格や免許を一切所持していないことが報じられた。

### 教育者として

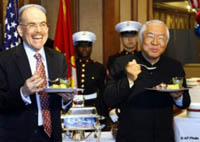
2009年7月2日、日本駐箚アメリカ合衆国臨時代理大使ジェームス・ズムワルト（左）と

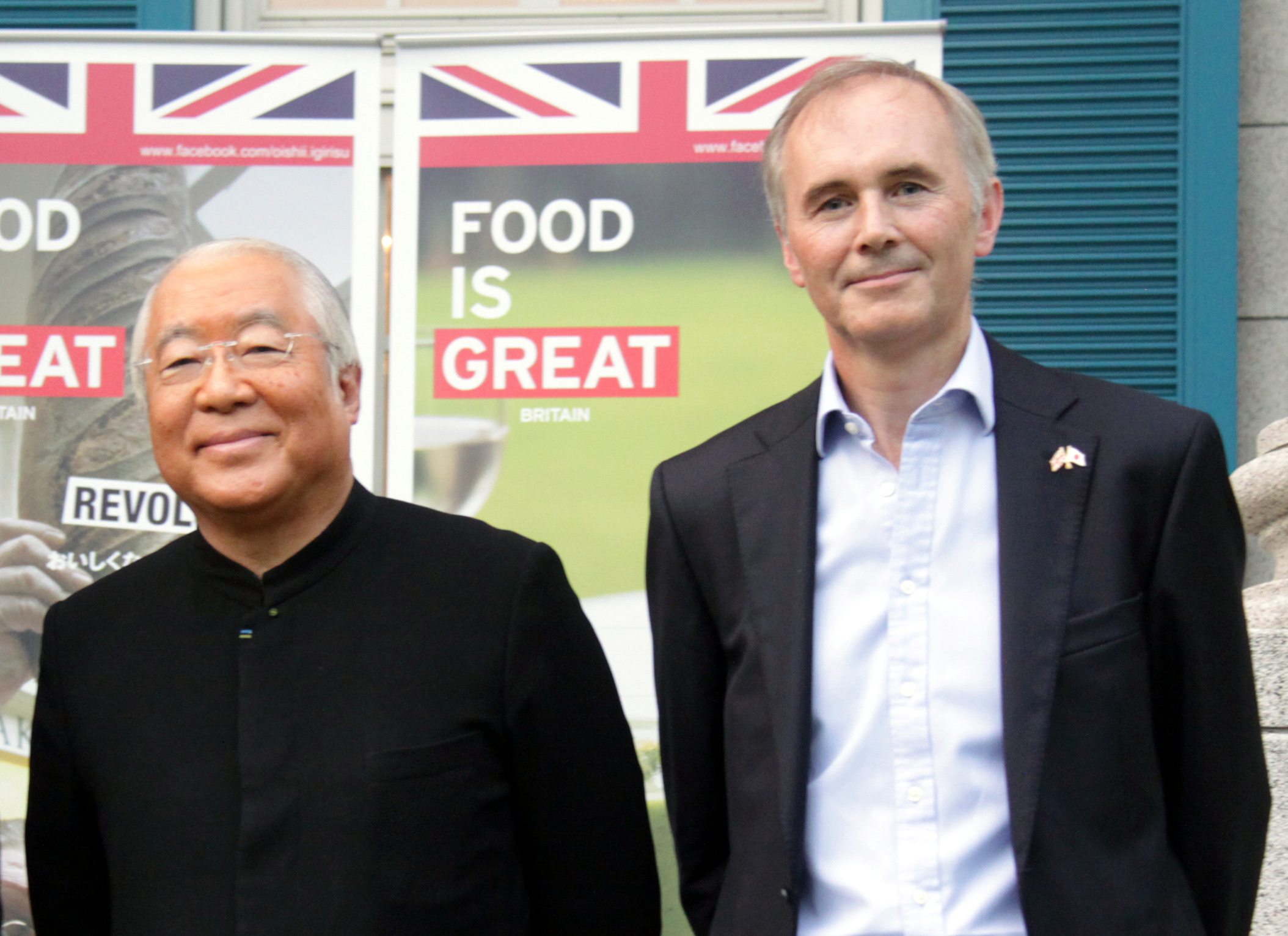
2013年8月28日、日本駐箚英国特命全権大使ティモシー・ヒッチンズ（右）と

服部記代子の後任として、1977年に服部栄養専門学校の校長に就任した。同時に服部栄養専門学校の設置者である服部学園の理事長にも就任した。それ以来、現在に至るまで、服部学園理事長と服部栄養専門学校校長の双方を兼務している。
他の教育機関でも教鞭を執っており、立教大学では全学共通カリキュラム兼任講師を務めた。東京農業大学と昭和大学医学部では、それぞれ客員教授を務めた。広島大学大学院医歯薬保健学研究院と高知大学医学部では、それぞれ非常勤講師を務めた。仁愛女子短期大学や農業者大学校では、それぞれ特別講師を務めた。国士舘大学では21世紀アジア学部21世紀アジア学科で「ホスピタリティマネジメントII（外食サービス）」の担当兼任教員を務めた。
公的な団体の役職としては、全国調理師養成施設協会の会長、全国栄養士養成施設協会の副会長、全国料理学校協会の副会長、東日本料理学校協会の会長、NPO日本食育インストラクター協会の理事長などを務めている。また、全国栄養士養成専門学校協議会からは名誉理事長の称号を授与されている。
藍綬褒章、旭日小綬章を受章。また、フランスからは国家功労勲章シュヴァリエや農事功労章オフィシエ、レジオン・ドヌール勲章シュヴァリエが授与されている。

### 死去
2024年10月4日16時過ぎ、自身が理事長を務める東京都渋谷区の服部栄養専門学校で急に意識を失って倒れ、職員から通報を受けて救急搬送されたが、同日18時30分、急性心不全のため、搬送先の東京都内の病院で死去した。78歳没。
業務提携としてマネジメントを行っていた生島企画室（現在のFIRST AGENT）の創業者で40年近く親交がある生島ヒロシによれば、コロナ禍もあり直近は顔を合わす機会はなかったものの、服部が同年3月に足を負傷して杖を突くようになり、周囲は手術を勧めたものの当人は受け入れず、次第に痩せていき、声も出にくくなっていた。
しかし、亡くなる直前までメディアや動画出演などの仕事をこなしており、亡くなる3日前となる10月1日には、元大相撲・大関の栃ノ心剛史が服部栄養専門学校を訪れて服部らと歓談し、SNSにも服部とのツーショットが投稿されていた。また亡くなった10月4日は、自身がパーソナリティを務めるFM NACK5『服部幸應 WELL TASTE』の収録に保田圭と参加し、収録終了後は昼食も共にしていた。
本人の死去に伴い、服部学園理事長および服部栄養専門学校校長は服部津貴子が引き継いだ。なお、死没日付をもって日本国政府より従五位に叙された（本名：染谷幸彦名義）。
同年12月13日、東京都港区の増上寺で合同葬が行われ、約8,000人が参列した。戒名は「食育院殿口福栄博幸應誉大居士」。『料理の鉄人』で共演した坂井宏行と前参議院議長の山東昭子が弔辞を捧げた。

## 家族・親族
父親は服部学園の創立者、服部道政（本名、染谷栄）。実妹は、「服部津貴子」の名で活動する料理研究家。妻と2男あり。

## 受賞・栄典
- 1995年 - 第24回ベストドレッサー賞 学術・文化部門
- 1996年 - 第9回日本メガネベストドレッサー賞 文化界部門
- 2002年 - フランス共和国国家功労勲章シュヴァリエ
- 2003年 - 藍綬褒章
- 2010年 - フランス共和国農事功労章（フランス語版）オフィシエ
- 2015年 - フランス共和国レジオンドヌール勲章シュヴァリエ
- 2016年 - 第49回食品産業功労賞 日本食糧新聞創刊75周年・食品普及特別賞
- 2019年 - 文化庁長官表彰[40]
- 2020年 - 旭日小綬章[41][42]
- 2024年 - 従五位[43]

## 出演番組

### テレビ
- 料理の鉄人（フジテレビ）解説、自身も挑戦者として出場したことがある
- 北野ファンクラブ（フジテレビ）『料理の鉄人』のパロディ企画「料理の凡人」の審査員を務めた
- 愛のエプロン（テレビ朝日）コメンテーター
- そこが知りたい（TBS）「日本全国各駅停車路線バスの旅」シリーズリポーター
- 裸の少年（テレビ朝日）
- 服部幸應のLet's Shoku-Iku（BS11）
- 伝える極意 第13回 おもてなし〜会食〜（NHK教育テレビ）
- 服部幸應の食育のすすめ（TwellV）
- アイアンシェフ（フジテレビ）解説

### ドラマ・アニメ
- 王様のレストラン・最終回（フジテレビ、1995年7月5日）エキストラ
- 最高の食卓（テレビ朝日、1997年6月26日）本人（服部幸應）役
- マイリトルシェフ 最終話（TBS、2002年9月11日）老紳士 役
- 焼きたて!!ジャぱん（テレビ東京）声の出演・本人（服部幸應）役
- 新春ドラマスペシャル 味いちもんめ（テレビ朝日、2011年1月8日）菊華庵の常連客 役

### ラジオ
- わが人生に乾杯! （2010年2月4日 NHKラジオ第1）
- 食育の時間Podcast（JFNC）パーソナリティ
- 服部幸應 Well taste（NACK5）パーソナリティ

### 映画
- お金が足りない。（2023年12月18日、REIZ INTERNATIONAL、LILYFILM、横川康次、曽根剛監督）[44]

## 新聞・雑誌掲載
- 「あの人に迫る」（中日新聞、2019年11月29日夕刊）

## その他の出演
- 料理の鉄人 KITCHEN STADIUM TOUR（博報堂マルチメディアエンターテイメンツ、セガサターン版[注 3]）

## 著書・執筆
- 食育のすすめ（マガジンハウス）
- 食育力（マガジンハウス）
- 世界の四大料理基本辞典（東京堂出版）
- ゆでたまご『グルマンくん』（集英社）1巻巻末にコメント